# Muko-jima

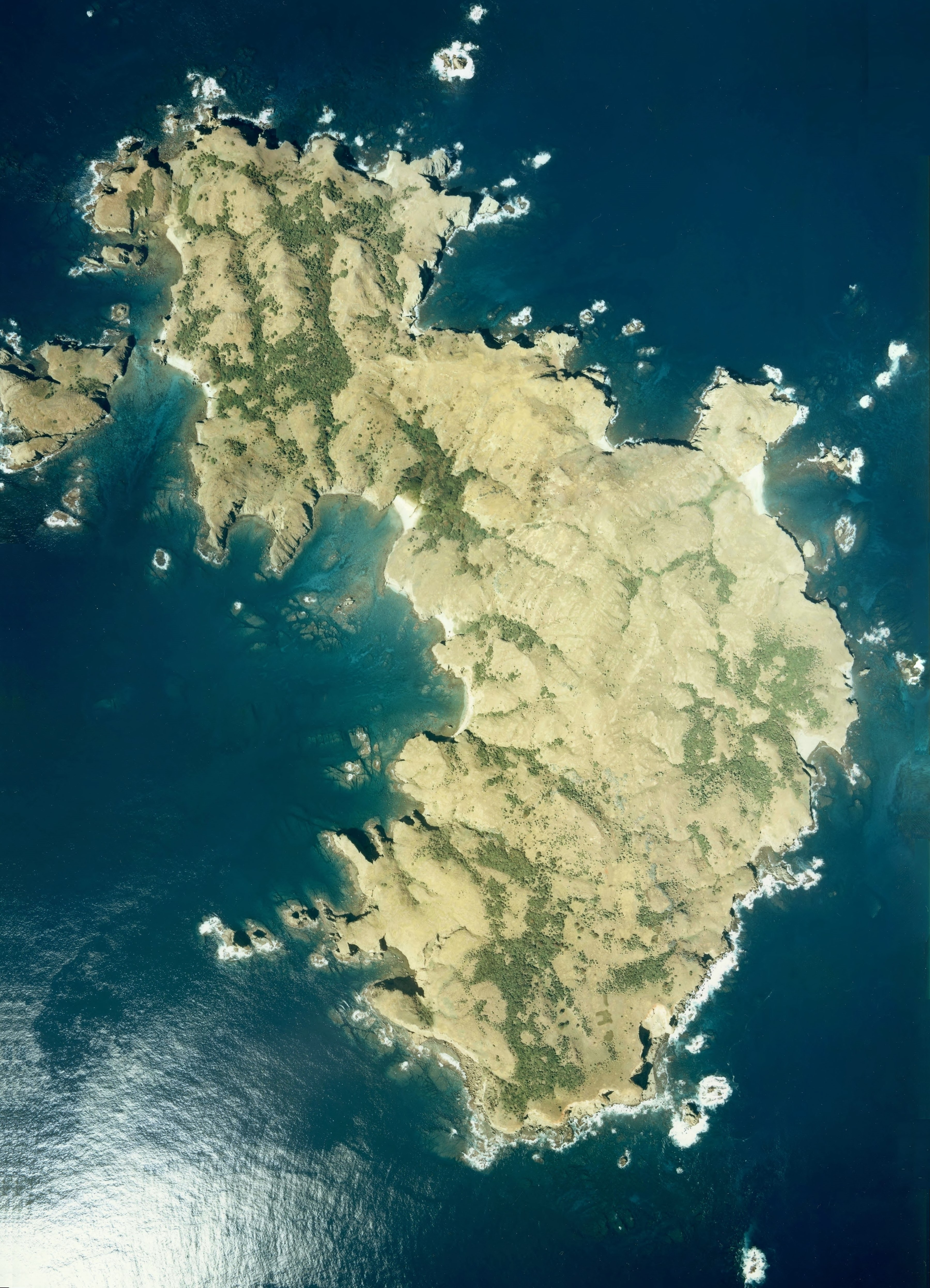
Fotografia aérea da Ilha de Muko

Ilha de Muko (向島, Mukōjima) também conhecida como Ilha Keta, é uma das ilhas do arquipélago de Ogasawara. Está localizada a setenta quilômetros de Chichi-jima. Antigamente essa ilha era povoada por fazendeiros criadores de gado, mas hoje em dia se encontra desabitada. Possui uma área de 543 hectares (5,43 quilômetros quadrados).